# Concierto para piano n.º 1 (Liszt)
El Concierto para piano y orquesta n.º 1 en mi bemol mayor, R 455, S.124 fue terminado por Franz Liszt en 1849. Fue estrenado seis años más tarde, el 17 de febrero de 1855, con el propio autor actuando como solista y Hector Berlioz al frente de la orquesta. En la partitura manuscrita, Liszt denominó esta obra como concerto symphonique. El concierto está dedicado al también compositor y pianista Henry Litolff.

## Movimientos
- Allegro maestoso
- Quasi adagio
- Allegretto vivace - Allegro animato
- Allegro marziale animato

## Descripción
Este concierto está considerado como el más brillante, perfecto y popular de todos los que Liszt compuso. No expresa ni mundos contemplativos, ni ideas profundas, entre otras cosas porque Liszt nunca estuvo interesado en destacar en sus obras esas características, excepto en contadas ocasiones. El concierto es de una fuerza superior a la de su posible trascendencia. Tal vez la característica más acusada sea la del interés con que, sin que el piano pierda protagonismo, participe la orquesta, ya sea con intervenciones de distintos solistas, ya en los tutti de una formación que emplea, lejos de limitaciones clásicas, todo un conjunto, incluidos los trombones y una rica y brillante percusión.
Existe un arreglo de este concierto que fue compuesto para dúo de piano (S. 650)